# Pángalaktikus Gégepukkasztó
A Pángalaktikus Gégepukkasztó (az eredeti műben angolul: Pan-Galactic Gargle Blaster) egy képzeletbeli, nagyon magas alkoholtartalmú koktél a Galaxis útikalauz stopposoknak című regénysorozatából.

## Jellemzői
Az italt Zaphod Beeblebrox találta fel, melynek alapja az ó-Janx-szesz. A Galaxis útikalauz stopposoknak című „trilógia” szerint „hatása olyan, mint amikor szétverik az ember agyát egy lédús citromszelettel, melyet vaskos aranytéglára erősítettek.” A televíziós sorozatban két Pángalaktikus Gégepukkasztót fogyasztó lény öntudatlanul esett össze, miután megitták azt, és a kiömlő ital lyukat égetett a padlóba. Több rehabilitációval foglalkozó szervezet is elérhető azok számára, akik kipróbálták a Gégepukkasztót.

## Általa inspirált italok
A pángalaktikus gégepukkasztót fiktív összetevői miatt a valóságban nem lehet elkészíteni, de bizonyos rendezvényeken és helyszíneken szolgálnak fel így nevezett koktélokat, ilyen volt például a 2017 májusában bezárt Zaphod Beeblebrox bár Ottawában. Douglas Adams az ital eredetével és elkészítésével kapcsolatban feltett kérdésre egy interjújában az válaszolta, számos környezetvédelmi és harcászati egyezmény – és a fizika törvényei is – szolgálnak annak megelőzésére, hogy a Pángalaktikus Gégepukkasztót bárki elkészítse a Földön.